# 皤滩乡
皤滩乡是中国浙江省仙居县所辖的一个乡。西邻横溪镇，北邻埠头镇，东边是白塔镇，南边是淡竹乡。皤滩乡位于仙居县城以西26公里。皤滩乡总面积67平方公里，人口14752人。皤滩乡辖有19个行政村。乡政府驻皤滩村。经济以农业为主。该乡名胜古迹有皤滩古街、桐江书院等。皤滩古镇为第4批中国历史文化名镇。

## 行政村
皤滩乡辖有19个行政村，分别为：
皤滩下街村、皤滩上街村、陈山头村、金坑口村、董坑口村、万竹王村、万竹口村、吕前村、汤坎头村、下洪村、长埂村、山下村、后地村、前陈村、大丘田村、枫树桥村、板桥一村、板桥二村和板桥三村。

## 中国传统村落
2013年8月，上街下街村获批第二批中国传统村落。